# Грачевський Борис Юрійович
Борис Юрійович Грачевський (рос. Бори́с Ю́рьевич Граче́вский, 18 березня 1949, Раменський район, Московська область — 14 січня 2021, Москва) — радянський і російський кінорежисер і сценарист єврейського походження, організатор кіновиробництва, художній керівник дитячого кіножурналу «Єралаш» (2002—2020). Член Російської академії кінематографічних мистецтв «Ніка»; заслужений діяч мистецтв РФ (2000), лауреат премії Уряду РФ (2010).

## Біографія
Борис Грачевський народився 18 березня 1949 року у Раменському районі Московської області, в будинку відпочинку «Полушкіно», в єврейській родині. Батько — Юрій Максимович Грачевський (1924—1998), уродженець Вітебська, учасник Великої Вітчизняної війни, лейтенант, у 1942—1946 рр. служив у військах протиповітряної оборони, після демобілізації працював конферансьє і культпрацівником. Мати — Ольга Лазарівна Грачевська (уроджена Жарковська), бібліотекар.
В 6 років вийшов з батьком на сцену, в 10 років поставив перший танець, в 11 — новорічний ранок.
Закінчив Калінінградський механічний технікум при заводі С. П. Корольова, де отримав спеціальність токаря. Працював токарем, потім техніком-конструктором на заводі Корольова.
У 1968 році служив в армії. За словами Грачевського під час військової служби перебуваючи, після травми голови, у стані клінічної смерті він пережив досвід перебування потойбічному світі у вигляді польоту у «світлому тунелі».
Після служби в армії влаштувався на кіностудію імені Горького вантажником. Працював адміністратором на картинах Олександра Роу, Марка Донського, Василя Шукшина.
На кіностудії був старшим адміністратором, заступником директора знімальної групи.
У 1969 році вступив на заочне відділення Вдіку на факультет «Організація кіновиробництва», але навчання закінчив лише через 23 роки.

### «Єралаш»
У 1974 році за своєю ініціативою спільно з драматургом Олександром Хмеликом заснував дитячий гумористичний кіножурнал «Єралаш», де працював до кінця свого життя. Написав 11 сценаріїв для кіножурналу, поставив ряд сюжетів в якості режисера-постановника, а також зіграв ряд ролей в якості актора, в деяких сюжетах озвучив текст від автора.
У 1995 році на базі Кіностудії імені Горького заснував кіностудію «Єралаш-Ленд», а в 2005 році на базі кіностудії заснував кіностудію «Єралаш».
Творець документальних фільмів, автор проекту «Соціальна реклама».
У 2008—2009 роках зняв свій перший повнометражний художній фільм «Дах», що вийшов на екрани у вересні 2009 року.
З 2009 року неодноразово був головою журі «Відеобитви». З 2013 року брав участь у благодійних проектах для дітей-інвалідів Міжнародного центру мистецтв Маргарити Майської «Арт-Ізо-Центр».
У липні 2014 року Грачевський в якості режисера приступив до виробництва драматичного фільму «Між нот, або Тантрична симфонія» про пізню любов композитора зі світовим ім'ям і молодої дівчини з глибинки. Головні ролі зіграли Андрій Ільїн і Яніна Мелехова.
Автор збірки гумористичних висловів «Ідіотизми».
З 2017 року — член журі дитячого КВК на телеканалі «Карусель».

### Хвороба і смерть
У 2018 році в телепередачі «Доля людини» Грачевський розповів, що раніше у нього діагностували рак шкіри, причиною якого стала родимка; у зв'язку з цим було кілька операцій, опромінення і хіміотерапія.
21 грудня 2020 року у Бориса діагностували зараження коронавірусом. Через шість днів його госпіталізували, а ще через два перевели в реанімацію. 7 січня режисера підключили до апарату ШВЛ і ввели в стан медикаментозного сну. 14 січня 2021 року на 72-му році життя Грачевський помер через ускладнення, викликані коронавірусною інфекцію.
Церемонія прощання з Борисом Грачевським пройшла у Москві 17 січня 2021 року в Центральному Будинку кіно. Поховали кінорежисера в той же день на Троєкуровському кладовищі.

## Особисте життя
Хоча не вважав себе віруючою людиною, але прочитавши в юності роман «Майстер і Маргарита» М. А. Булгакова цікавився релігійними питаннями і відвідував храми, включаючи храм Гробу Господнього в Єрусалимі. За власними словами, в дитинстві часто зустрічався з патріархом Алексієм I, який проживав у будинку поруч з його дідом, який повертаючись з літургії в Богоявленському соборі в Єлохові пригощав дітей цукерками.
- Перша дружина — Галина Яківна Грачевська (нар. 1 січня 1948, прожив у шлюбі майже 35 років, з 1970 року[10]).
  - син — Максим Борисович Грачевський (нар. 9 грудня 1972) — бізнесмен, генеральний директор ВАТ «Трудові резерви»[17][18].
  - дочка — Ксенія Борисівна Алєєва-Грачевская (нар. 20 червня 1979), працювала в «Єралаші», керівник туристичного агентства ТОВ «Клуб Фаренгейт»[19].
- Друга дружина (з травня 2010 по лютий 2014) — Ганна Євгенівна Грачевская (Панасенко) (нар. 6 вересня 1986), разом з чоловіком знімалася в 2012 році в «Єралаші», в епізоді № 268 «Крик», де він зіграв головну, а вона — епізодичну роль медсестри[1].
  - дочка — Євгенія Борисівна Грачевська (нар. 19 вересня 2012)[20].
- Третя дружина (з лютого 2016 за січень 2021[21]) — Катерина Білоцерківська (нар. 25 грудня 1984) — актриса і співачка[22].
  - син Філіп Борисович Грачевський (нар. 8 квітня 2020)

## Громадська позиція
11 березня 2014 року підписав звернення діячів культури Росії на підтримку політики президента РФ Путіна в Україні і в Криму.

## Фільмографія
Режисер
- 2009 — «Дах»
- 2015 — «Між нот»

Актор
- 2017 — «Короткі хвилі» — звідник

## Нагороди
- Орден Пошани (20 березня 2009 року) — за великі заслуги в розвитку вітчизняного кінематографічного мистецтва і багаторічну творчу діяльність[23]
- Орден Дружби (23 серпня 2019 року) — за великий внесок у розвиток вітчизняної культури і мистецтва, багаторічну плідну діяльність[24]
- Почесне звання «Заслужений діяч мистецтв Російської Федерації» (26 липня 2000 року) — за заслуги в галузі мистецтва[25]
- Премія Уряду Російської Федерації 2010 року в галузі культури (17 грудня 2010 року) — за створення дитячого гумористичного кіножурналу «Єралаш»[26]
- Володар призу «Золотий овен», дворазовий володар «Золотого Остапа».